# Президентские выборы в США (1872)
Президентские выборы в США 1872 года проходили 5 ноября. Лидер радикальных республиканцев президент Улисс Грант был переизбран на второй срок, победив кандидата от либеральных республиканцев и демократов Хораса Грили. Генри Уилсон стал вице-президентом.

## Выборы
Значительная часть либеральных республиканцев выступила против Гранта и выдвинула на пост президента кандидатуру Хораса Грили, которого также поддержали демократы. Однако Грили умер 29 ноября, не дожив до голосования выборщиков. В результате голоса, полученные им на всеобщих выборах, были распределены среди четырёх различных кандидатов в президенты.

### Результаты
| Кандидат              | Партия                                                   | Избиратели | Избиратели | Выборщики        |
| Кандидат              | Партия                                                   | Количество | %          | Выборщики        |
| --------------------- | -------------------------------------------------------- | ---------- | ---------- | ---------------- |
| Улисс Грант           | Республиканская партия                                   | 3 597 439  | 55,58%     | 286              |
| Хорас Грили           | Либерально-республиканская партия Демократическая партия | 2 833 710  | 43,78%     | 0 (+3 отклонены) |
| Томас Хендрикс        | Демократическая партия                                   | —          | —          | 42               |
| Бенджамин Грац Браун  | Либерально-республиканская партия Демократическая партия | —          | —          | 18               |
| Чарльз Джонс Дженкинс | Демократическая партия                                   | —          | —          | 2                |
| Дэвид Дэвис           | Либерально-республиканская партия                        | —          | —          | 1                |
| Чарльз О'Коннор       | Бурбонные демократы                                      | 23 054     | 0,36%      | 0                |
| Другие                | —                                                        | 17 780     | 0,27%      | 0                |
| Всего                 | Всего                                                    | 6 471 983  | 100%       | 349              |